# لیسا ایلبچر
لیسا ایلبچر (انگلیسی: Lisa Eilbacher؛ زادهٔ ۵ مهٔ ۱۹۵۶) هنرپیشه اهل ایالات متحده آمریکا است. وی بین سال‌های ۱۹۶۹ تا ۱۹۹۵ میلادی فعالیت می‌کرد.
از فیلم‌هایی که وی در آن نقش داشته است، می‌توان به یک افسر و یک جنتل‌من و یک قدم تا جهنم اشاره کرد.